# Grand Prix SAR La Princesse Lalla Meryem 2022
Grand Prix SAR La Princesse Lalla Meryem 2022 byl tenisový turnaj pořádaný jako součást ženského okruhu WTA Tour, který se odehrával v městském tenisovém areálu Club des Cheminots na otevřených antukových dvorcích. Probíhal mezi 15. až 21. květnem 2022 v marockém Rabatu jako dvacátý ročník turnaje. Jednalo se o jednu ze dvou událostí sezóny na africkém kontinentu. V letech 2020 a 2021 se nekonal pro pandemii covidu-19.
Turnaj dotovaný 251 750 dolary patřil do kategorie WTA 250. Nejvýše nasazenou ve dvouhře se opět stala desátá hráčka světa Garbiñe Muguruzaová ze Španělska, kterou ve druhém kole vyřadila Trevisanová. V důsledku invaze Ruska na Ukrajinu na konci února 2022 řídící organizace tenisu ATP, WTA a ITF s grandslamy rozhodly, že ruští a běloruští tenisté mohli dále na okruzích startovat, ale do odvolání nikoli pod vlajkami Ruska a Běloruska.
První titul na okruhu WTA Tour ve dvouhře vybojovala 28letá Italka Martina Trevisanová z deváté desítky žebříčku. Čtyřhru ovládly Japonky Eri Hozumiová a Makoto Ninomijová, které získaly druhou společnou trofej.

## Rozdělení bodů a finančních odměn

### Rozdělení bodů
| Soutěž  | Soutěž      | vítězky | finalistky | semifinalistky | čtvrtfinalistky | 16 v kole | 32 v kole | Q  | Q2 | Q1 |
| ------- | ----------- | ------- | ---------- | -------------- | --------------- | --------- | --------- | -- | -- | -- |
| dvouhra | [ 1 ] [ 5 ] | 280     | 180        | 110            | 60              | 30        | 1         | 18 | 12 | 1  |
| čtyřhra | [ 6 ]       | 280     | 180        | 110            | 60              | 1         | —         | —  | —  | —  |

### Finanční odměny
| Soutěž                                | Soutěž      | vítězky  | finalistky | semifinalistky | čtvrtfinalistky | 16 v kole | 32 v kole | Q2      | Q1      |
| ------------------------------------- | ----------- | -------- | ---------- | -------------- | --------------- | --------- | --------- | ------- | ------- |
| dvouhra                               | [ 1 ] [ 5 ] | 33 200 $ | 19 750 $   | 11 000 $       | 6 200 $         | 4 100 $   | 2 835 $   | 2 360 $ | 1 750 $ |
| čtyřhra                               | [ 6 ]       | 12 000 $ | 6 700 $    | 3 950 $        | 2 350 $         | 1 800 $   | —         | —       | —       |
| částky ve čtyřhře jsou uváděny na pár |             |          |            |                |                 |           |           |         |         |

## Ženská dvouhra

### Nasazení
| Stát                          | Hráčka                    | WTA | Nasazení |
| ----------------------------- | ------------------------- | --- | -------- |
| Španělsko                     | Garbiñe Muguruzaová       | 10. | 1.       |
| Austrálie                     | Ajla Tomljanovićová       | 41. | 2.       |
| Španělsko                     | Nuria Párrizasová Díazová | 51. | 3.       |
| Egypt                         | Majar Šarífová            | 62. | 4.       |
| Maďarsko                      | Anna Bondárová            | 69  | 5..      |
| Čína                          | Čeng Čchin-wen            | 73. | 6.       |
| Nizozemsko                    | Arantxa Rusová            | 74. | 7.       |
|                               | Anna Kalinská             | 75. | 8.       |
| Švédsko                       | Rebecca Petersonová       | 77. | 9.       |
| Žebříček WTA k 9. květnu 2022 |                           |     |          |

### Jiné formy účasti
Následující hráčky obdržely divokou kartu do hlavní soutěže:
- Petra Marčinková
- Garbiñe Muguruzaová
- Lulu Sunová

Následující hráčky postoupily z kvalifikace:
- Cristiana Ferrandová
- Ekaterina Reyngoldová
- Jou Siao-ti
- Carol Zhaová

Následující hráčky postoupily z kvalifikace jako šťastné poražené:
- Tessah Andrianjafitrimová
- Anna Danilinová

### Odhlášení
před zahájením turnaje
- Magdalena Fręchová → nahradila ji  Marcela Zacaríasová
- Beatriz Haddad Maiová → nahradila ji  Catherine Harrisonová
- Ivana Jorovićová → nahradila ji  Kristina Mladenovicová
- Ann Liová → nahradila ji   Kamilla Rachimovová
- Julia Putincevová → nahradila ji  Ulrikke Eikeriová
- Laura Siegemundová → nahradila ji  Dalma Gálfiová
- Alison Van Uytvancková → nahradila ji  Astra Sharmaová
- Wang Sin-jü → nahradila ji  Anna Danilinová
- Čeng Čchin-wen → nahradila ji  Tessah Andrianjafitrimová

## Ženská čtyřhra

### Nasazení
| Stát                                                                                     | Hráčka                 | Stát     | Hráčka                | WTA  | Nasazení |
| ---------------------------------------------------------------------------------------- | ---------------------- | -------- | --------------------- | ---- | -------- |
| Japonsko                                                                                 | Eri Hozumiová          | Japonsko | Makoto Ninomijová     | 87.  | 1.       |
| Rumunsko                                                                                 | Monica Niculescuová    |          | Alexandra Panovová    | 114. | 2.       |
|                                                                                          | Natela Dzalamidzeová   |          | Kamilla Rachimovová   | 115. | 3.       |
| Francie                                                                                  | Kristina Mladenovicová | Japonsko | Ena Šibaharaová       | 123. | 4.       |
| Norsko                                                                                   | Ulrikke Eikeriová      | USA      | Catherine Harrisonová | 128. | 5.       |
| Žebříček WTA k 9. květnu 2022; číslo je součtem žebříčkového postavení obou členek páru. |                        |          |                       |      |          |

### Jiné formy účasti
Následující pár obdržel divokou kartu do hlavní soutěže:
- Yasmine Kabbajová /   Jekatěrina Kazionovová

### Odhlášení
před zahájením turnaje
- Anna Danilinová /  Beatriz Haddad Maiová → nahradily je  Anastasia Dețiuc /   Jana Sizikovová
- Kristina Mladenovicová /  Ena Šibaharaová → nahradily je  Clara Burelová /  Kristina Mladenovicová

## Přehled finále

### Ženská dvouhra
- Martina Trevisanová vs.  Claire Liuová, 6–2, 6–1

### Ženská čtyřhra
- Eri Hozumiová /  Makoto Ninomijová vs.  Monica Niculescuová /   Alexandra Panovová, 6–7(7–9), 6–3, [10–8]